# Arhipelagul Los Testigos

Localizarea arhipelagului

Arhipelagul Los Testigos, sau Insulele Los Testigos se află în Marea Caraibilor și este Proprietatea Federală (Dependencias Federales), un teritoriu special al Venezuelei, se află la aproximativ 400 km la nord de Caracas.
Coordonatele arhipelagului: 11°22′N 63°05′V / 11.367°N 63.083°V
Arhipelagul Los Testigos este foprmat din 6 insulele mai mari și un număr de insulițe de stâncă.
Insulele mai mari sunt:
- Insula Testigo Grande, insula principală
- Insula Conejo, la est de insula principală
- Insula Iguana, la sud de insula principală
- Insula Morro Blanco, la sud de insula principală
- Insula Noreste, la nord-est de insula principală
- Insula Rajada, la est de insula principală